# Scrimă la Jocurile Olimpice de vară din 2024
Probele de scrimă la Jocurile Olimpice de vară din 2024 s-au desfășurat între 27 iulie–4 august 2024 la Grand Palais. au fost 12 probe, urmând să aibă loc probe pentru toate cele 3 tipuri de arme atât la masculin, cât și la feminin.

## Clasament pe medalii
| Loc   | Țară                       | Aur | Argint | Bronz | Total |
| ----- | -------------------------- | --- | ------ | ----- | ----- |
| 1     | Japonia                    | 2   | 1      | 2     | 5     |
| 2     | Statele Unite ale Americii | 2   | 1      | 1     | 4     |
| 3     | Coreea de Sud              | 2   | 1      | 0     | 3     |
| 4     | Hong Kong                  | 2   | 0      | 0     | 2     |
| 5     | Franța                     | 1   | 4      | 2     | 7     |
| 6     | Italia                     | 1   | 3      | 1     | 5     |
| 7     | Ungaria                    | 1   | 1      | 1     | 3     |
| 8     | Ucraina                    | 1   | 0      | 1     | 2     |
| 9     | Tunisia                    | 0   | 1      | 0     | 1     |
| 10    | Canada                     | 0   | 0      | 1     | 1     |
| 10    | Cehia                      | 0   | 0      | 1     | 1     |
| 10    | Egipt                      | 0   | 0      | 1     | 1     |
| 10    | Polonia                    | 0   | 0      | 1     | 1     |
| Total | Total                      | 12  | 12     | 12    | 36    |

## Probe

### Masculin
| Probă              | Aur                                                                           | Argint                                                                        | Bronz                                                                                 |
| Spadă individual   | Koki Kano · Japonia (JPN)                                                     | Yannick Borel · Franța (FRA)                                                  | Mohamed El-Sayed · Egipt (EGY)                                                        |
| Spadă pe echipe    | Ungaria · Máté Tamás Koch · Tibor Andrásfi · Gergely Siklósi · Dávid Nagy     | Japonia · Akira Komata · Koki Kano · Masaru Yamada · Kazuyasu Minobe          | Cehia · Jiří Beran · Jakub Jurka · Martin Rubeš · Michal Čupr                         |
| Floretă individual | Cheung Ka Long · Hong Kong (HKG)                                              | Filippo Macchi · Italia (ITA)                                                 | Nick Itkin · Statele Unite ale Americii (USA)                                         |
| Floretă pe echipe  | Japonia · Kyosuke Matsuyama · Takahiro Shikine · Kazuki Iimura · Yudai Nagano | Italia · Guillaume Bianchi · Filippo Macchi · Tommaso Marini · Alessio Foconi | Franța · Maximilien Chastanet · Maxime Pauty · Enzo Lefort · Julien Mertine           |
| Sabie individual   | Oh Sang-uk · Coreea de Sud (KOR)                                              | Farès Ferjani · Tunisia (TUN)                                                 | Luigi Samele · Italia (ITA)                                                           |
| Sabie pe echipe    | Coreea de Sud · Gu Bon-gil · Oh Sang-uk · Park Sang-won · Do Gyeong-dong      | Ungaria · Csanád Gémesi · András Szatmári · Áron Szilágyi · Krisztián Rabb    | Franța · Sébastien Patrice · Maxime Pianfetti · Boladé Apithy · Jean-Philippe Patrice |

### Feminin
| Probă              | Aur                                                                            | Argint                                                                                               | Bronz                                                                                               |
| Spadă individual   | Vivian Kong · Hong Kong (HKG)                                                  | Auriane Mallo · Franța (FRA)                                                                         | Eszter Muhari · Ungaria (HUN)                                                                       |
| Spadă pe echipe    | Italia · Rossella Fiamingo · Mara Navarria · Giulia Rizzi · Alberta Santuccio  | Franța · Marie-Florence Candassamy · Alexandra Louis-Marie · Auriane Mallo · Coraline Vitalis        | Polonia · Aleksandra Jarecka · Alicja Klasik · Renata Knapik-Miazga · Martyna Swatowska-Wenglarczyk |
| Floretă individual | Lee Kiefer · Statele Unite ale Americii (USA)                                  | Lauren Scruggs · Statele Unite ale Americii (USA)                                                    | Eleanor Harvey · Canada (CAN)                                                                       |
| Floretă pe echipe  | Italia · Rossella Fiamingo · Mara Navarria · Giulia Rizzi · Alberta Santuccio  | Franța · Marie-Florence Candassamy · Alexandra Louis-Marie · Auriane Mallo-Breton · Coraline Vitalis | Polonia · Aleksandra Jarecka · Alicja Klasik · Renata Knapik-Miazga · Martyna Swatowska-Wenglarczyk |
| Sabie individual   | Manon Brunet · Franța (FRA)                                                    | Sara Balzer · Franța (FRA)                                                                           | Olga Kharlan · Ucraina (UKR)                                                                        |
| Sabie pe echipe    | Ucraina · Yuliya Bakastova · Alina Komashchuk · Olga Kharlan · Olena Kravatska | Coreea de Sud · Choi Se-bin · Jeon Ha-young · Jeon Eun-hye · Yoon Ji-su                              | Japonia · Risa Takashima · Seri Ozaki · Misaki Emura · Shihomi Fukushima                            |